# 枫泾镇
枫泾镇是上海市金山区下辖的一个镇，位于上海市西南端与浙江省交界处，面积91.67平方公里，常住人口约8.25万人。枫泾是著名的江南古镇之一，2005年列入中国历史文化名镇。

## 历史沿革

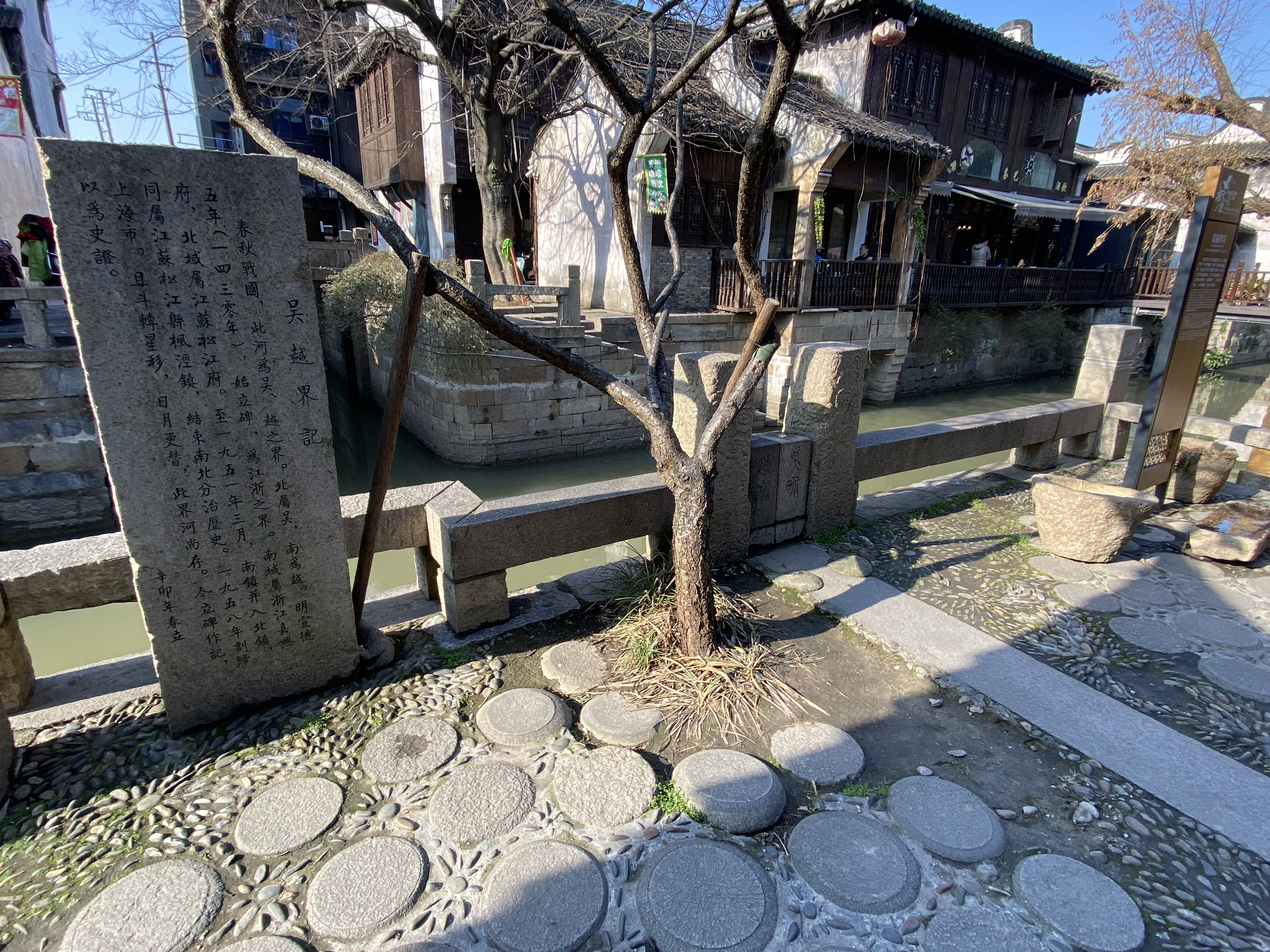
枫泾镇南北合并前，此镇中界河为界，即图中篆刻“吴界”与“越界”字样

马家浜文化时期已有人在枫泾定居。南朝梁天监元年（公元502年）已形成村镇規模。
元朝至元十二年（1275年）建镇。明宣德五年（1430年），枫泾镇南北分治，以镇中界河为界，南镇属浙江嘉兴，北镇属江苏松江。1951年3月，南北合并，统属松江县（现松江区）管辖。1966年10月，划归金山县（现金山区）管辖。1993年与枫围镇合并为新的枫泾镇。

## 地理位置
枫泾镇处于沪浙五区（县）十乡（镇）交界之处，即上海市金山区吕巷镇、朱泾镇，松江区泖港镇、新浜镇，青浦区练塘镇，浙江省嘉善县丁栅镇、姚庄镇、魏塘镇、惠民镇，平湖市新埭镇。

## 行政区划
枫泾镇现辖6个居民委员会和23个村民委员会：和平居委会、友好居委会、新枫居委会、白牛新村居委会、枫阳居委会、兴塔居委会、新元村村委会、中洪村村委会、俞汇村村委会、新春村村委会、农兴村村委会、钱明村村委会、长征村村委会、盛新村村委会、新华村村委会、新义村村委会、新新村村委会、菖梧村村委会、团新村村委会、双庙村村委会、兴塔村村委会、五一村村委会、贵泾村村委会、新黎村村委会、下坊村村委会、泖桥村村委会、韩坞村村委会、卫星村村委会、五星村村委会。

## 经济
枫泾镇一度是上海市规划建设的一城九镇之一。
2010年又由所在的上海市金山区更新规划为主城金山新城之外的金山区辅城，镇区规划沿朱枫公路、泾波路、泾蓉路、白牛路及泾宾路向北扩建到与松江区新浜镇交界的界河边。已建成的上海服装城和上海服装机械城正在积极招商，借以此带动整个上海西南长三角3省10区县的贸易及商务新增长。

## 人文与旅游
枫泾古镇具有江南水乡风貌，素有“三步两座桥，一望十条港”之称。古镇内外河道纵横，镇区内有52座桥梁，现存最古老的为始建于元代的致和桥。古建筑物可分为和平街、生产街、北大街、友好街四处，总面积达48750平方米，总体保存完好。当地最著名的特产为“枫泾四宝”，即黄酒、枫泾丁蹄、状元糕和豆腐干。以枫泾为发源地的金山农民画在海内外有很高的声誉。
旅游景区主要包括枫泾古镇景区和农民画村景区两个区域。枫泾古镇景区内有有程十发祖居、农民画世家展厅、人民公社旧址、吕吉人画馆、三百园（百篮馆、百灯馆、百行馆）、丁聪漫画陈列馆、丁蹄手工作坊等景点。
此外，正在建设的上海乐高乐园亦坐落于枫泾镇金山北站附近的区域。

## 照片集
- 市河沿岸
- 市河河景
- 暮色
- 泰平桥

## 著名人物
- 丁聪：当代漫画家
- 陆贽：唐代宰相
- 程十发：上海中国画院院长，中国画画家

## 交通
枫泾是上海的西大门，有多条高速公路、一条国道和两条铁路途径此镇。

### 公路
320国道（亭枫公路）、沪杭高速公路（G60沪昆高速和G92杭州湾环线和并线部分）、S36亭枫高速均在此过境。

### 铁路
沪昆铁路、沪昆客运专线途径此镇，沪昆客运专线在枫泾境内设有金山北站。

### 公交
境内设有枫泾汽车站，除了为金山区本地公交线路以外，还有两条周边线路（DZ练枫线和松新枫站）、两条市郊线路（枫梅线和莲枫专线）和两条毗邻公交（善枫线和西枫线）起讫站位于该站。